# 戴维民
戴维民（1962年5月—），安徽人，毕业于华东师范大学，中国共产党党员，中国人民解放军少将，中国人民解放军南京政治学院副院长兼上海分院院长，全军政治工作信息化研发中心主任。2014年11月，戴维民被军中的纪委部门带走调查。戴维民从副师级上校到副军级少将的晋升只用了4年时间。

## 生平
1962年，戴维民出生在安徽省宣城市。1980年代初，刚刚恢复高考，戴维民考入华东师范大学图书馆学系，获得该校图书馆学教授何金铎和刘重焘的硕士研究生，后来又在复旦大学获得文学博士。
1990年代，戴维民进入当时的上海空军政治学院入职。1999年5月，上海空军政治学院合并入南京政治学院，名字换作“南京政治学院上海分院”，戴维民陆续担任该院图书档案系（信息管理系）主任、图书馆馆长。
2006年，戴维民升职为南京政治学院训练部副部长，也曾担任南京政治学院上海分院副院长、院长。2010年，戴维民晋升副军职，被中央军事委员会授予少将军衔，升任南京政治学院训练部部长。
2013年，戴维民升职为南京政治学院副院长。
2014年11月，戴维民被纪委带走调查，涉及“中国人民解放军南京政治学院上海分院土地及工程基建问题”。